# Deutsche Tourenwagen-Masters 2007
Die Deutsche Tourenwagen-Masters 2007 war die achte Saison der Deutschen Tourenwagen-Masters (DTM). Der erste Lauf fand am 22. April 2007 auf dem Hockenheimring und das Saisonfinale fand am 14. Oktober ebenfalls auf dem Hockenheimring statt.
Insgesamt wurden 10 Rennen in Deutschland, Großbritannien, Italien, in den Niederlanden und in Spanien gefahren.
Gesamtsieger wurde der Schwede Mattias Ekström im Audi A4 DTM mit 50 Punkten. Nach 2004 sicherte er sich so seinen zweiten DTM-Meistertitel.

## Starterfeld
Folgende Fahrer sind in der Saison gestartet:
| Nr. | Fahrer                | Team                              | Fahrzeug                   | Rennwochenende | Bild                  |
| --- | --------------------- | --------------------------------- | -------------------------- | -------------- | --------------------- |
| 1   | Bernd Schneider       | Original Teile AMG-Mercedes       | AMG-Mercedes C-Klasse 2007 | alle           | Bernd Schneider       |
| 2   | Bruno Spengler        | DaimlerChrysler Bank AMG-Mercedes | AMG-Mercedes C-Klasse 2007 | alle           | Bruno Spengler        |
| 3   | Mattias Ekström       | Audi Sport Team Abt Sportsline    | Audi A4 DTM 2007           | alle           | Mattias Ekström       |
| 4   | Martin Tomczyk        | Audi Sport Team Abt Sportsline    | Audi A4 DTM 2007           | alle           | Martin Tomczyk        |
| 5   | Jamie Green           | Salzgitter AMG-Mercedes           | AMG-Mercedes C-Klasse 2007 | alle           | Jamie Green           |
| 6   | Mika Häkkinen         | Salzgitter AMG-Mercedes           | AMG-Mercedes C-Klasse 2007 | alle           | Mika Häkkinen         |
| 7   | Tom Kristensen        | Audi Sport Team Abt               | Audi A4 DTM 2007           | 1, 5–10        |                       |
| 7   | Frank Biela           | Audi Sport Team Abt               | Audi A4 DTM 2007           | 2              |                       |
| 7   | Markus Winkelhock     | Audi Sport Team Abt               | Audi A4 DTM 2007           | 3, 4           |                       |
| 8   | Timo Scheider         | Audi Sport Team Abt               | Audi A4 DTM 2007           | alle           | Timo Scheider         |
| 9   | Gary Paffett          | Laureus AMG-Mercedes              | AMG-Mercedes C-Klasse 2006 | alle           | Gary Paffett          |
| 10  | Alexandros Margaritis | Stern AMG-Mercedes                | AMG-Mercedes C-Klasse 2006 | alle           | Alexandros Margaritis |
| 11  | Mike Rockenfeller     | Audi Sport Team Rosberg           | Audi A4 DTM 2006           | alle           |                       |
| 12  | Lucas Luhr            | Audi Sport Team Rosberg           | Audi A4 DTM 2006           | alle           | Lucas Luhr            |
| 14  | Susie Stoddart        | TV-Spielfilm AMG-Mercedes         | AMG-Mercedes C-Klasse 2005 | alle           | Susie Stoddart        |
| 15  | Daniel la Rosa        | TrekStor AMG-Mercedes             | AMG-Mercedes C-Klasse 2006 | alle           | Daniel la Rosa        |
| 16  | Christian Abt         | Audi Sport Team Phoenix           | Audi A4 DTM 2006           | alle           | Christian Abt         |
| 17  | Alexandre Prémat      | Audi Sport Team Phoenix           | Audi A4 DTM 2006           | 1, 3–10        |                       |
| 17  | Marco Werner          | Audi Sport Team Phoenix           | Audi A4 DTM 2006           | 2              |                       |
| 18  | Mathias Lauda         | Trilux AMG-Mercedes               | AMG-Mercedes C-Klasse 2006 | alle           |                       |
| 19  | Paul di Resta         | JAWA4U.de AMG-Mercedes            | AMG-Mercedes C-Klasse 2005 | alle           | Paul di Resta         |
| 20  | Adam Carroll          | Futurecom TME                     | Audi A4 DTM 2005           | 1–5            |                       |
| 20  | Markus Winkelhock     | Futurecom TME                     | Audi A4 DTM 2005           | 6–10           |                       |
| 21  | Vanina Ickx           | Futurecom TME                     | Audi A4 DTM 2005           | alle           | Vanina Ickx           |

## Saison-Verlauf

### Besondere Ereignisse

#### Auftaktrennen am Hockenheimring
Beim Saisonstart auf dem Hockenheimring kam es bereits in der ersten Runde zu einem der folgenreichsten Unfälle der DTM-Geschichte. In der dritten Kurve drehte sich Tom Kristensen, nachdem er auf Timo Scheider aufgefahren war. Aufgrund der dabei verursachten starken Rauchentwicklung war die Sicht auf die Strecke behindert, sodass nacheinander Alexandre Prémat und Susie Stoddart in Kristensens Wagen gefahren sind. Stoddart blieb unverletzt, bei Alexandre Prémat stellten die Ärzte jedoch einen Lendenwirbelriss fest und Tom Kristensen erlitt ein Schleudertrauma. Beide Fahrer mussten beim zweiten Rennen pausieren. Prémat wurde durch Marco Werner ersetzt, Kristensen durch Frank Biela. Während Prémat beim dritten Rennen wieder starten konnte, pausierte Kristensen noch zwei weitere Rennen und wurde durch Markus Winkelhock ersetzt.

#### EuroSpeedway Lausitz
Auf dem EuroSpeedway am 20. Mai 2007 verpasste das Safety Car das Führungsauto und führte mehrere Runden lang das Teilnehmerfeld in einer „falschen Reihenfolge“ um den Kurs. Zudem führte eine seit Anfang der Saison geltende neue Regelung zu Safety-Car-Phasen, bei der Boxenstopps in dieser nur eingeschränkt erlaubt sind, zu zusätzlicher Verwirrung. Im Endeffekt wurde das Feld so durcheinandergewürfelt, dass nach dem Neustart das Safety Car noch einmal auf die Strecke musste, um die richtige Reihenfolge wiederherzustellen. Am 22. Mai 2007 entschied der DMSB, dass auf Grund der Vorfälle für das Rennen nur die halben Punkte vergeben werden. Außerdem wurde der im DTM-Reglement vorgesehene Gewichtsauf- und -abbau für das nächste Rennen von 7 auf 3,5 kg reduziert.
Anzumerken sei, dass in der Formel 1 die erste Safety-Car-Phase mit diesen Änderungen zu ähnlichem Chaos und sogar Disqualifikationen von zwei Fahrern führte.

#### Barcelona
Vor diesem Rennen hatte Mercedes mit Bruno Spengler nur noch einen realistischen Meisterschaftskandidaten, der zudem einen Rückstand von zehn Punkten auf den Meisterschaftsführenden Mattias Ekström im Audi und sechs auf dessen Teamkollegen Martin Tomczyk hatte.
In das Rennen startete Tomczyk von der Pole, Spengler von Position 3 und Ekström nur von Platz 10, war aber bereits nach wenigen Runden auf Rang 5, was für die Meisterschaft gereicht hätte. Nun kam es an der Spitze zu einer Kollision zwischen Tomczyk und dem ehemaligen Formel-1-Weltmeister Mika Häkkinen im Mercedes, die das Aus für beide Fahrer bedeutete. Die Rennleitung hatte Häkkinen hierfür nachträglich disqualifiziert (de facto folgenlos, da er selbst ausgefallen ist) und für die Startaufstellung des nächsten Rennens um zehn Plätze nach hinten versetzt.
Im Weiteren kam es zu einer Kollision zwischen dem weit zurückliegenden Mercedes-Fahrer Daniel la Rosa und Ekström, der ebenfalls das Aus für beide bedeutete. Die Schuld an diesem Zwischenfall wird von allen Beteiligten außer la Rosa selbst ihm zugeschrieben, so dass auch er für das kommende Rennen um zehn Plätze nach hinten versetzt wurde. Damit war die Meisterschaftsentscheidung definitiv vertagt.
Im weiteren Rennverlauf gab es dann weitere Kollisionen zwischen Timo Scheider (Audi) und Mathias Lauda (Mercedes) sowie zwischen Spengler und Mike Rockenfeller (Audi), bei denen jeweils die Audi-Fahrer die leidtragenden waren. Hiernach wurden die noch im Rennen verbliebenen Audi von Rockenfeller, Lucas Luhr, Markus Winkelhock, Tom Kristensen und Vanina Ickx vom Werk aus dem Rennen genommen, um zu „verhindern, dass irgendeiner der Fahrer etwas macht, was wir alle nicht wollen“, so Audi-Sportchef Wolfgang Ulrich. Das Rennen, das lediglich sechs Fahrer zu Ende fahren konnten, gewann Jamie Green vor Spengler und Paul di Resta.
Damit hatten für das noch ausstehende letzte Rennen noch drei Fahrer Meisterschaftschancen. Ex-Meister Bernd Schneider hat seine Chancen durch einen Ausfall wegen technischer Probleme verloren, di Resta – der als Rookie mit einem zwei Jahre alten Auto noch theoretische Chancen gehabt hätte – hätte das Rennen gewinnen müssen, was dank des Ergebnisses mittels Stallorder durchaus möglich gewesen wäre.

## Rennkalender und Ergebnisse
| Runde | Rennstrecke    | Datum         | Distanz    | Pole-Position   | Schnellste Runde | Sieger          | Fahrzeug                   |
| ----- | -------------- | ------------- | ---------- | --------------- | ---------------- | --------------- | -------------------------- |
| 1     | Hockenheimring | 22. April     | 169,239 km | Bruno Spengler  | Mattias Ekström  | Mattias Ekström | Audi A4 DTM 2007           |
| 2     | Oschersleben   | 6. Mai        | 161,348 km | Mika Häkkinen   | Jamie Green      | Gary Paffett    | AMG-Mercedes C-Klasse 2006 |
| 3     | Lausitzring    | 20. Mai       | 165,216 km | Bruno Spengler  | Mattias Ekström  | Mika Häkkinen   | AMG-Mercedes C-Klasse 2007 |
| 4     | Brands Hatch   | 10. Juni      | 158,178 km | Mika Häkkinen   | Martin Tomczyk   | Bernd Schneider | AMG-Mercedes C-Klasse 2007 |
| 5     | Norisring      | 24. Juni      | 170,200 km | Bruno Spengler  | Bruno Spengler   | Bruno Spengler  | AMG-Mercedes C-Klasse 2007 |
| 6     | Mugello        | 15. Juli      | 173,085 km | Mattias Ekström | Martin Tomczyk   | Mika Häkkinen   | AMG-Mercedes C-Klasse 2007 |
| 7     | Zandvoort      | 29. Juli      | 163,666 km | Timo Scheider   | Jamie Green      | Martin Tomczyk  | Audi A4 DTM 2007           |
| 8     | Nürburgring    | 2. September  | 156,047 km | Martin Tomczyk  | Bruno Spengler   | Martin Tomczyk  | Audi A4 DTM 2007           |
| 9     | Barcelona      | 23. September | 171,042 km | Martin Tomczyk  | Bruno Spengler   | Jamie Green     | AMG-Mercedes C-Klasse 2007 |
| 10    | Hockenheimring | 14. Oktober   | 169,238 km | Tom Kristensen  | Jamie Green      | Jamie Green     | AMG-Mercedes C-Klasse 2007 |

## Meisterschaftsergebnisse

### Punktesystem
Punkte wurden an die ersten 8 klassifizierten Fahrer in folgender Anzahl vergeben:
| Platz  | 1. | 2. | 3. | 4. | 5. | 6. | 7. | 8. |
| Punkte | 10 | 8  | 6  | 5  | 4  | 3  | 2  | 1  |

### Fahrerwertung
Insgesamt kamen 17 Fahrer in die Punktewertung.
| Platz | Fahrer                | HOC1 | OSC | LAU | BRH | NOR | MUG | ZAN | NÜR | CAT | HOC2 | Punkte |
| ----- | --------------------- | ---- | --- | --- | --- | --- | --- | --- | --- | --- | ---- | ------ |
| 1     | Mattias Ekström       | 1    | 7   | 10  | 3   | 3   | 2   | 3   | 3   | DNF | 3    | 50     |
| 2     | Bruno Spengler        | 14   | DNF | 3   | 5   | 1   | 4   | 5   | 2   | 2   | 4    | 47     |
| 3     | Martin Tomczyk        | 2    | 5   | 9   | 2   | DNF | DNF | 1   | 1   | DNF | 9    | 40     |
| 4     | Jamie Green           | 6    | 11  | 6   | 6   | 6   | DNF | 11  | 5   | 1   | 1    | 34,5   |
| 5     | Paul di Resta         | 5    | 2   | 2   | DNF | 15  | 3   | 14  | 6   | 3   | 8    | 32     |
| 6     | Bernd Schneider       | 7    | 6   | 4   | 1   | 2   | 11  | 12  | 7   | DNF | 5    | 31,5   |
| 7     | Timo Scheider         | 9    | 4   | 5   | 13  | 14  | DNF | 4   | 4   | DNF | 2    | 25     |
| 8     | Mika Häkkinen         | 10   | 17  | 1   | 4   | 9   | 1   | 7   | 10  | DSQ | 17   | 22     |
| 9     | Gary Paffett          | 8    | 1   | 8   | 10  | 4   | DNF | 9   | 12  | 5   | DNF  | 20,5   |
| 10    | Alexandros Margaritis | 4    | 8   | DNF | 9   | 7   | DNF | 8   | 13  | 4   | 7    | 16     |
| 11    | Alexandre Prémat      | DNF  | INJ | DNF | 7   | 8   | 7   | 2   | 9   | 10* | 16   | 13     |
| 12    | Mike Rockenfeller     | 12   | 3   | 13  | DNF | 13  | 6   | 10  | 17  | 7*  | DSQ  | 11     |
| 13    | Daniel la Rosa        | 3    | 14  | 16* | DSQ | 12  | 5   | DNS | 14  | DSQ | 10   | 10     |
| 14    | Tom Kristensen        | DNF  | INJ | INJ | INJ | 5   | 8   | 18* | 8   | 9*  | 6    | 9      |
| 15    | Christian Abt         | DNF  | 10  | 17* | 8   | 10  | DNF | 6   | 15  | 11* | 15   | 4      |
| 15    | Mathias Lauda         | 13   | 13  | 7   | 12  | 11  | 12* | 15  | 11  | 6   | 11   | 4      |
| 17    | Lucas Luhr            | 11   | 12  | 14  | 11  | 18* | DNF | 16  | 16  | 8*  | 12   | 1      |
| 18    | Frank Biela           |      | 18* |     |     |     |     |     |     |     |      | 0      |
| 18    | Adam Carroll          | DNF  | 9   | 11  | 15  | 17* |     |     |     |     |      | 0      |
| 18    | Vanina Ickx           | 15   | DNF | 15  | 17  | DNF | DNF | DNS | 19  | 13* | 18   | 0      |
| 18    | Susie Stoddart        | DNF  | 16  | 12  | 16  | 16  | 10  | 17  | 18  | DNF | 14   | 0      |
| 18    | Marco Werner          |      | 15  |     |     |     |     |     |     |     |      | 0      |
| 18    | Markus Winkelhock     |      |     | DNF | 14  |     | 9   | 13  | DNF | 12* | 13   | 0      |
| Platz | Fahrer                | HOC1 | OSC | LAU | BRH | NOR | MUG | ZAN | NÜR | CAT | HOC2 | Punkte |

| Legende  | Legende            | Legende                                                          |
| Farbe    | Abkürzung          | Bedeutung                                                        |
| -------- | ------------------ | ---------------------------------------------------------------- |
| Gold     | –                  | Sieg                                                             |
| Silber   | –                  | 2. Platz                                                         |
| Bronze   | –                  | 3. Platz                                                         |
| Grün     | –                  | Platzierung in den Punkten                                       |
| Blau     | –                  | Klassifiziert außerhalb der Punkteränge                          |
| Violett  | DNF                | Rennen nicht beendet (did not finish)                            |
| Violett  | NC                 | nicht klassifiziert (not classified)                             |
| Rot      | DNQ                | nicht qualifiziert (did not qualify)                             |
| Rot      | DNPQ               | in Vorqualifikation gescheitert (did not pre-qualify)            |
| Schwarz  | DSQ                | disqualifiziert (disqualified)                                   |
| Weiß     | DNS                | nicht am Start (did not start)                                   |
| Weiß     | WD                 | zurückgezogen (withdrawn)                                        |
| Hellblau | PO                 | nur am Training teilgenommen (practiced only)                    |
| Hellblau | TD                 | Freitags-Testfahrer (test driver)                                |
| ohne     | DNP                | nicht am Training teilgenommen (did not practice)                |
| ohne     | INJ                | verletzt oder krank (injured)                                    |
| ohne     | EX                 | ausgeschlossen (excluded)                                        |
| ohne     | DNA                | nicht erschienen (did not arrive)                                |
| ohne     | C                  | Rennen abgesagt (cancelled)                                      |
| ohne     | keine WM-Teilnahme |                                                                  |
| sonstige | P/fett             | Pole-Position                                                    |
| sonstige | 1/2/3/4/5/6/7/8    | Punktplatzierung im Sprint-/Qualifikationsrennen                 |
| sonstige | SR/kursiv          | Schnellste Rennrunde                                             |
| sonstige | *                  | nicht im Ziel, aufgrund der zurückgelegten Distanz aber gewertet |
| sonstige | ()                 | Streichresultate                                                 |
| sonstige | unterstrichen      | Führender in der Gesamtwertung                                   |

Anmerkungen
1. ↑  Es wurden nach dem Rennen nur die halben Punkte nach dem Schema 5–4–3–2,5–2–1,5–1–0,5 vergeben.

### Teamwertung
| Platz | Team                                             | HOC1 | OSC | LAU | BRH | NOR | MUG | ZAN | NÜR | CAT | HOC2 | Punkte |
| ----- | ------------------------------------------------ | ---- | --- | --- | --- | --- | --- | --- | --- | --- | ---- | ------ |
| 1     | Audi Sport Team Abt Sportsline                   | 18   | 6   | 0   | 14  | 6   | 8   | 16  | 16  | 0   | 6    | 90     |
| 2     | Original Teile/DaimlerChrysler Bank AMG-Mercedes | 2    | 3   | 5,5 | 14  | 18  | 5   | 4   | 10  | 8   | 9    | 78,5   |
| 3     | Salzgitter AMG-Mercedes                          | 3    | 0   | 6,5 | 8   | 3   | 10  | 2   | 4   | 10  | 10   | 56,5   |
| 4     | Laureus/Stern AMG-Mercedes                       | 6    | 11  | 0,5 | 0   | 7   | 0   | 1   | 0   | 9   | 2    | 36,5   |
| 5     | Audi Sport Team Abt                              | 0    | 5   | 2   | 0   | 4   | 1   | 5   | 6   | 0   | 11   | 34     |
| 6     | TV Spielfilm/JAWA4U.de AMG-Mercedes              | 4    | 8   | 4   | 0   | 0   | 6   | 0   | 3   | 6   | 1    | 32     |
| 7     | Audi Sport Team Phoenix                          | 0    | 0   | 0   | 3   | 1   | 2   | 11  | 0   | 0   | 0    | 17     |
| 8     | TrekStor/Trilux AMG-Mercedes                     | 6    | 0   | 1   | 0   | 0   | 4   | 0   | 0   | 3   | 0    | 14     |
| 9     | Audi Sport Team Rosberg                          | 0    | 6   | 0   | 0   | 0   | 3   | 0   | 0   | 3   | 0    | 12     |
| 10    | Futurecom TME                                    | 0    | 0   | 0   | 0   | 0   | 0   | 0   | 0   | 0   | 0    | 0      |